# Věstonická nádrž (přírodní rezervace)
Věstonická nádrž je přírodní rezervace v okrese Břeclav v Jihomoravském kraji. Byla vyhlášena v roce 1994 v hranicích stejnojmenné vodní nádrže za účelem udržet vodní a mokřadní ekosystém pro ochranu zvláště chráněných druhů rostlin a živočichů. Roku 2005 byla vyhlášena v soustavě Natura 2000 ptačí oblastí s hlavním cílem chránit vzácné druhy ptáků. Obklopují ji vesnice Dolní Věstonice, Horní Věstonice, Strachotín a Pasohlávky. Je jednou ze tří nádrží Vodního díla Nové Mlýny. Pouze střední nádrž však byla ponechána přírodním procesům. Dolní (Novomlýnská) a horní (Mušovská) slouží k rekreaci a výrobě elektrické energie.

## Lokalita
Vodní dílo Nové Mlýny se nachází v Jihomoravském kraji v okrese Břeclav. Věstonická nádrž je situována mezi horní (Mušovskou) a dolní (Novomlýnskou) nádrží. Je ohraničena uměle vybudovanými hrázemi, které jsou zpevněny lomovými kameny, v jižní a východní části je hráz zalita asfaltem. Západně a východně nádrž lemují silnice I/52 a silnice II/420 v úseku Strachotín – Dolní Věstonice. Střední nádrž leží na soutoku řek Svratky a Jihlavy, jejichž koncové úseky jsou součástí přírodní rezervace, západně do ní z horní nádrže přitéká voda z Dyje. Celkově zaujímá plochu 1024 ha. Průměrná hloubka vody v nádrži činí dva metry, maximální dosahuje 5,4 metru.

## Historie
Nádrže byly vybudovány na řece Dyji v sedmdesátých a osmdesátých letech 20. století zatopením rozsáhlých mokřadů, lužních lesů a obce Mušov. Před vybudováním vodního díla, se oblast vyznačovala nedostatkem vody v období sucha a častými povodněmi. Nádrže byly vybudovány za účelem snížení povodňových průtoků a přivedení vláhy pro zemědělskou činnost. Při napuštění nádrží došlo k zatopení, a tudíž zániku většiny lužních lesů a mokřadů, které se v oblasti nacházely a tvořily významnou součást místní krajiny. Výstavbou nádrží se značně narušil hydrologický systém v krajině, došlo k poklesu podzemní vody a vymizela řada významných druhů živočichů i rostlin. Proto byla nádrž vyhlášená roku 1994 přírodní rezervací, jako jistá kompenzace za ztrátu cenných biotopů. Slouží k účelu udržovat vodní a mokřadní ekosystém pro ochranu zvláště chráněných druhů rostlin a živočichů. Roku 2005 byla vyhlášena v soustavě natura 2000 ptačí oblastí s hlavním cílem chránit vzácné druhy ptáků.

## Přírodní poměry

### Geologické podloží
Geologický podklad území tvoří terciární usazeniny karpatské předhlubně, na nichž leží sedimenty poříční nivy. Podloží Mušovského ostrova se skládá z fluviálních písčitých štěrků, ostrovy v jihovýchodní části jsou složeny z würmských písků.

### Ostrovy
Na střední nádrži se nachází 24 ostrovů, které zvyšují plochu s vegetací. Řada z nich byla uměle vytvořená. Ostrovy nacházející se v západní části, jsou považovány za významné hnízdiště pro racky, rybáky a vrubozobé ptáky. Tyto ostrovy jsou pokryté zejména bylinnou vegetací s výskytem jednotlivých dřevin. Ostrovy v severní části vznikly částečně z naplavenin z řeky Svratky a Jihlavy a byly uměle dobudovány. Ostrovy Písky, v jihovýchodní části nádrže, jsou jediné složené z písečných hrúd, což odpovídá složení původního terénu. Mezi dominanty nádrže patří kostelní ostrov, na kterém se nalézá kostel svatého Linharta. V jeho blízkosti se nachází ostrov Iváňský, Hřbitovní a šest malých protáhlých ostrůvků.

### Hydrologické poměry
Věstonická nádrž je jednou ze tří nádrží společně tvořících vodní dílo Nové Mlýny. Vodní dílo bylo vybudováno na řece Dyji. Do Věstonické nádrže přitéká voda západně z řeky Dyje přes horní nádrž a odtéká přes dolní nádrž do řeky Dyje. Ze severu do nádrže ústí řeky Jihlava a Svratka. Hladina je udržována v kótě 170 m n. m., při tomto stavu činí plocha zatopení 989 ha. Průměrná hloubka činí zhruba 2 m, maximální hloubka dosahuje 5,4 m, délka vzdutí je 4,3 km.

### Flóra

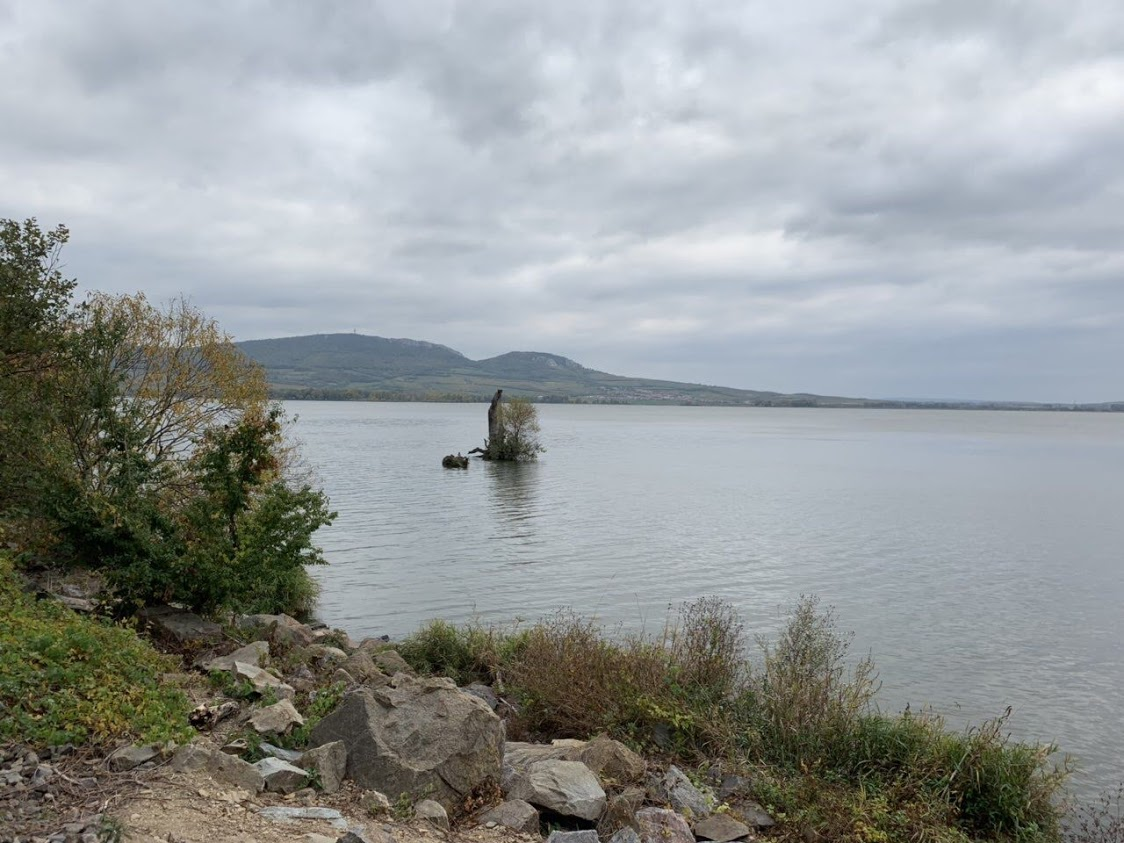

V území jsou časté rákosiny. K početně se vyskytujícím, ale v celostátním kontextu vzácným druhům, patří proskurník lékařský (Althaea officinalis) a blešník úplavičný (Pulicaria dysenterica). K nejvýznamnější vegetaci, nacházející se na ostrovech s hlinitým a kamenitým podložím, se řadí jednoleté a vytrvalé subhalofilní formace. K této vegetační skupině patří druhy, jako zákonem chráněná ostřice žitná (Carex secalina), šáchor hnědý (Cyperus fuscus), rozrazil pobřežní (Veronica catenata), rozrazil bažinný (Veronica anagalloides), nebo myší ocásek nejmenší (Myosurus minimus), které se vyskytují na obnažených březích nádrže. Psamofilní druhy, jako je divizna brunátná (Verbascum phoeniceum), křivatec nizoučký (Gagea pusilla), pýr prostřední (Elytrigia intermedia) byly potlačeny porostem akátu a vyskytují se jen v malých populacích na Písečném velkém ostrově.

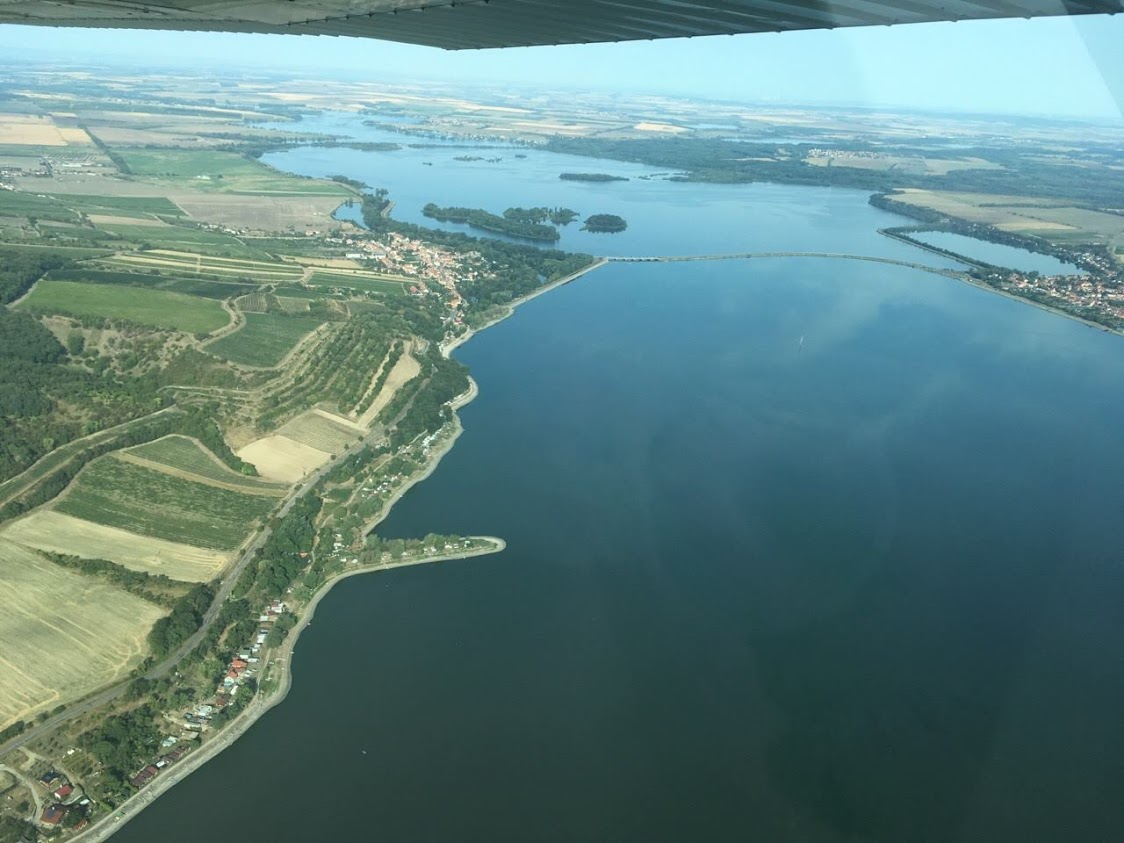

### Fauna
Díky velikosti vodní plochy, struktuře suchozemských biotopů a dostupnosti potravní nabídky se Věstonická nádrž stala oblastí s nesporným ornitologickým významem. Nejčastěji se zde nalézají vodní a mokřadní druhy ptáků. Mezi ptáky, kteří tuto lokalitu vyhledávají za účelem hnízdění patří rybák obecný (Sterna hirundo), racek chechtavý (Chroicocephalus ridibunudus), rákosník velký (Acrocephalus arundinaceus), husa velká (Anser anser) a racek černohlavý (Larus melanocephalus). Ostrovní plochy, které jsou vhodné k hnízdění však často zarůstají dřevinou a bylinnou vegetací, a proto jsou závislé na pravidelném managementu. Věstonická nádrž také představuje pravidelně vhodné zimoviště pro druhy jako jsou morčák malý (Mergus albellus), husa tundrová (Anser rossicus), husa běločelá (Anser albifrons) a orel mořský (Haliaeetus albicilla). Zároveň slouží jako jedna z nejdůležitějších tahových zastávek pro řadu ptačích druhů.
Z významných druhů ryb, které se v nádrži vyskytují můžeme uvést jelce jesena (Leuciscus idus) a mníka jednovousého (Lota lota). Jelikož se nádrž využívá k hospodářské těžbě ryb, jsou zde pravidelně vysazovány druhy jako kapr obecný (Cyprinus caprio), lín obecný (Tinca tinca), štika obecná (Esox lucius), candát obecný (Sander lucioperca) a sumec velký (Silurus glanis).
Obojživelníci jsou vázáni na tůně, mokřady a místa, která nejsou ovlivněna vlnobitím. Místy jsou početné populace kuňky ohnivé (Bombina bombina), skokana skřehotavého (Rana ridibunda) nebo rosničky zelené (Hyla arborea). Vzácně se vyskytuje ropucha zelená (Bufo viridis), ropucha obecná (Bufo bufo), skokan zelený (Rana esculenta), skokan štíhlý (Rana dalmatina) a skokan krátkonohý (Rana lessonae).
Mezi trvale se vyskytující druhy savců, pohybujících se v těsné blízkosti nádrže, nebo na ostrovech patří bobr evropský (Castor fiber) a vydra říční (Lutra lutra). Ondatra pižmová (Ondatra zibethicus), nutrie říční (Myocastor coypus) a norek americký (Neovison vison) jsou nepůvodními druhy objevující se v této oblasti. Způsobem jejich predace představují závažné nebezpečí pro ptačí populaci. Nejrizikovější skupinou jsou ptáci hnízdící v přízemním patře.
Oblast je bohatá i na bezobratlé živočichy. Diverzita biotopů při březích má pozitivní efekt na výskyt měkkýšů. Z vzácně se vyskytujících druhů, vázaných na písčitobahnité sedimenty ve vodních tocích, můžeme uvést okružanku říční (Sphaerium rivicola) nebo hrachovku nepatrnou (Pisidium moitessierianum).
Řada entomofauny v této oblasti je vázaná na vodu. Můžeme zde najít vodní brouky: potápníky, vířníky, vodomily, vážky: klínatku obecnou (Gomphus vulgatissimus), šídlo rákosní (Aeshna affinis), nebo vlhkomilné střevlíky. Také motýli zde mají své zastoupení. Hráze nabízejí prostředí vhodné pro vzácně se vyskytujícího brouka majku obecnou (Meloe proscarabaeus). Ve vrbách a topolech se vyvíjejí larvy mnoha druhů tesaříků. Běžně se na území také vyskytuje kudlanka nábožná (Mantis religiosa).

## Ochrana přírody
Prioritou ochrany je obecně ochrana vodních a mokřadních druhů ptáků. Cílem je zajištění vhodných podmínek pro odpočinek během migrace nebo pro hnízdění. Ochrana se zaměřuje na populace rybáka obecného, orla mořského, husy velké, husy polní a husy běločelé. Důraz je kladen také na ochranu příbřežních a mokřadních společenstev.
K negativům působícím na oblast z hlediska ochrany, je zarůstání ostrovů bylinnou a dřevinnou vegetací. Vyskytují se zde nepůvodní druhy vrb, trnovník akát, bolehlav plamatý. Tato vegetace zamezuje hnízdění ptáků. Dalším problémem je vysoké nadržení vodní hladiny. Při snížení hladiny by byla obnažena řada ostrovů a došlo by k rozvoji mokřadních společenstev. Eutrofizace nádrže snižuje biodiverzitu mokřadních stanovišť. V oblasti se objevují invazní druh savců, jako jsou: norek americký a mýval severní, kteří mají negativní vliv na hnízdní úspěšnost ptáků. Lidé v této oblasti působí jako rušivý element. Pro společenstva živočichů i rostlin má negativní vliv kumulující se nánosy odpadků na březích nádrže a ostrovů. Dochází zde také k rušení ptáků při odpočinku, nebo hnízdění, zejména kvůli rybolovu a velkému množství turistů v letních měsících.
Roku 1994 byla nádrž vyhlášena přírodní rezervací, jako jistá kompenzace za ztrátu cenných biotopů, po zatopení lužních lesů a mokřadů. Zpočátku se ochrana zaměřovala na omezení negativních vlivů lidské činnosti. Po roce 2000 se začaly činit opatření a určité zásahy s cílem podpořit předmět ochrany. Byla vybudována a rozšířena řada ostrovů, které zvyšují terestrickou plochu a spojují mokřadní a vodní ekosystémy. Zejména v západní části nádrže dochází k pravidelné úpravě ostrovů, která spočívá v odstraňování rostlinné vegetace, která brání ptákům v hnízdění. Jsou zde i snahy o potlačení invazních druhů rostlin a živočichů. Na Kostelním ostrově byla roku 2015 vypuštěna kolonie králíků obecných, kteří udržují mozaikovitost krajiny a zvyšují tímto biodiverzitu zejména bezobratlých živočichů.

### Natura 2000
Věstonická nádrž je zapojena do Natury 2000 a nachází se zde ptačí oblast. Hnízdí tu, zimuje nebo se tu shromažďuje při tahu mnoho chráněných druhů ptáků – čírka modrá (Anas querquedula) a obecná (Anas crecca), zrzohlávka rudozobá (Netta rufina), hohol severní (Bucephala clangula), kormorán velký (Phalacrocorax carbo), morčák velký (Mergus merganser), kvakoš noční (Nycticorax nycticorax), volavky stříbřitá (Egretta garzetta), červená (Ardea purpurea) a bílá (A. alba), bukač velký (Botaurus stellaris), bukáček malý (Ixobrychus minutus), kolpík bílý (Platalea leucorodia), orel mořský (Haliaeetus albicilla), moták pochop (Circus aeruginosus) a pilich (C. cyaneus), orlovec říční (Pandion haliaetus), bekasina otavní (Gallinago gallinago), vodouš rudonohý (Tringa totanus) a kropenatý (T. ochropus), rybák obecný (Sterna hirundo) a černý (Chlidonias niger), vlha pestrá (Merops apiaster), břehule říční (Riparia riparia), rákosník velký (Acrocephalus arundinaceus), moudivláček lužní (Remiz pendulinus) aj.

## Turismus
Celá oblast vodního díla Nové mlýny je značně turisticky vytížená. Kolem nádrže vedou cyklistické a turistické stezky, které jsou nejvíce vytížené v letních měsících. Rybolov je ve střední nádrži povolen pouze na jižní hrázi.